# 福島美之助
福島 美之助（ふくしま よしのすけ、1859年2月16日（安政6年1月14日） - 1920年（大正9年）11月23日）は、日本の政治家、衆議院議員（1期）。

## 経歴
後の鹿児島県曽於郡財部町（現曽於市）出身。鹿児島県農工銀行監査役となる。
1904年の第9回衆議院議員総選挙において鹿児島県郡部から立憲政友会公認で立候補して当選した。衆議院議員を1期務め、1908年の第10回衆議院議員総選挙は不出馬。1920年に死去した。